# Tuberculetaxalus lumawigi
Tuberculetaxalus lumawigi är en skalbaggsart som beskrevs av Stefan von Breuning 1980. Tuberculetaxalus lumawigi ingår i släktet Tuberculetaxalus och familjen långhorningar.
Artens utbredningsområde är Filippinerna. Inga underarter finns listade i Catalogue of Life.